# Alstroemeria bakeri
Alstroemeria bakeri es una especie fanerógama, herbácea, perenne y rizomatosa perteneciente a la familia de las alstroemeriáceas. Es una planta endémica de Argentina, especialmente descrito en la provincia de Catamarca. Es un geófito tuberoso y crece principalmente en el bioma subtropical.